# Mạnh Kiều Phương
Mạnh Kiều Phương (giản thể: 孟乔芳; phồn thể: 孟喬芳; 1595 – 1654) tự Tâm Đình (心亭), người Hán quân Tương Hồng kỳ, là một tướng lĩnh vào những năm cuối thời Minh và đầu thời Thanh trong lịch sử Trung Quốc. Từng nhậm chức trong quân đội nhà Minh nhưng bị bãi chức, ông đã đầu quân cho Hoàng Thái Cực và trở thành một trong những danh tướng của Hậu Kim và nhà Thanh trong giai đoạn nhập quan thống trị Trung Nguyên. Trong nhiều năm liền, Mạnh Kiều Phương đã dẫn quân bình định nhiều trận chiến lớn nhỏ, trở thành một trong những tướng lĩnh trụ cột trong quân đội nhà Thanh. Sau khi Ung Chính cho xây dựng Hiền lương từ, ông là một trong những đại thần đầu tiên được đưa bài vị vào đây thờ phụng.

## Cuộc đời
Mạnh Kiều Phương sinh năm 1595 tại huyện Lô Long, phủ Vĩnh Bình thuộc tỉnh Trực Lệ dưới triều Minh Thần Tông của nhà Minh. Cha ông là Mạnh Quốc Dụng (孟國用), từng nhậm chức đến Ninh Hạ Tổng binh quan của triều Minh. Bản thân Mạnh Kiều Phương cũng từng làm Phó tướng trong quân đội nhà Minh, tuy nhiên sau đó đã bị bãi chức.

### Đầu nhập quân Thanh
Tháng giêng năm 1630, Hoàng Thái Cực suất lĩnh quân Thanh đánh hạ phủ Vĩnh Bình. Mạnh Kiều Phương đã cùng các quan lại địa phương như Tri huyện Tương Dưỡng Sơ, Binh bị đạo Bạch Dưỡng Túy, Phó tướng Dương Văn Khôi và hơn 10 người khác đầu hàng quân Thanh. Hoàng Thái Cực đã phong Bạnh Dưỡng Túy làm Tuần phủ, Mạnh Kiều Phương và Tương Dưỡng Sơ làm Phó tướng, lệnh cho họ hiệp trợ Bối lặc Tế Nhĩ Cáp Lãng thủ vững Vĩnh Bình. Đến tháng 3, Bối lặc A Mẫn thay thế đóng giữ Vĩnh Bình để Tế Nhĩ Cáp Lãng dẫn quân về triều. Tháng 5, quân Minh đến tập kích, A Mẫn không đánh trả được liền lệnh cho thuộc hạ bỏ thành mà chạy. Tuy nhiên trước khi rút quân, A Mẫn đã ra lệnh giết toàn bộ người Hán và quan lại nhà Minh đã đầu hàng trong thành bao gồm cả Bạnh Dưỡng Túy và Tương Dưỡng Sơ, chỉ có 3 người Mạnh Kiều Phương, Dương Văn Khôi và Dương Thanh Viễn được tha. Sau khi theo quân Thanh trở về Liêu Dương, Mạnh Kiều Phương được phong làm Hán quân Ngưu lục Ngạch chân.
Năm 1631, Hoàng Thái Cực thiết lập Lục bộ, phong Mạnh Kiều Phương làm Hình bộ Hán Thừa chính, ban cho thế chức Nhị đẳng A Đạt Cáp Cáp Phiên, tức Khinh xa đô úy. Với tư cách là một hàng tướng, tốc độ đề bạt thăng tiến này được xem là hiếm có trong quân đội nhà Thanh giai đoạn đầu nhập quan. Đến năm thứ 3 sau khi Hoàng Thái Cực lên ngôi hoàng đế, tức năm Sùng Đức thứ 3 (1638), triều đình nhà Thanh tiến hành cải tổ bộ máy quan chức, Mạnh Kiều Phương được điều làm Hình bộ Tả Tham chính. Một năm sau, Hán quân được chia thành bốn kỳ, Mạnh Kiều Phương được phong làm Hồng kỳ Mai lặc Ngạch chân. Năm 1642, Mạnh Kiều Phương theo quân Thanh tấn công quân Minh, bao vây Cẩm Châu, cùng Đô thống Kim Lệ đánh hạ Tháp Sơn thành. Lúc bấy giờ, triều đình nhà Thanh tổ chức lại các Ngưu lục Hán quân và phân vào Bát kỳ, Hán quân Bát kỳ chính thức trở thành một bộ phận của Bát kỳ. Mạnh Kiều Phương được điều làm Tương Hồng kỳ Mai lặc Ngạch chân, từ đó mà ông cũng thuộc hộ tịch Hán quân Tương Hồng kỳ. Năm 1643, ông bị khép tội làm việc thiên tư, bao che cho gia nô của Bối lặc La Lạc Hồn, bị hàng thế chức một bậc, tức Tam đẳng A Đạt Cáp Cáp Phiên. Tuy nhiên không lâu sau đó, nhờ có công mà ông lại được phong Nhất vân Kỵ úy.

### Bình định Thiểm Tây
Tháng 6 năm 1644, quân Thanh nhập quan. Đa Nhĩ Cổn đón Thuận Trị vào thành Bắc Kinh ngày 19 tháng 10 năm 1644. Lúc bấy giờ, quân Đại Thuận của Lý Tự Thành đã tổn thất lớn sau cuộc chiến tại Sơn Hải quan với quân đội của Ngô Tam Quế, chỉ có thể bỏ Bắc Kinh mà chạy về Quan Trung (lưu vực sông Vị, thuộc Thiểm Tây). Mạnh Kiều Phương liền theo đại quân nhà Thanh truy kích Lý Tự Thành, từ Bắc Kính đến Hà Bắc, qua nhiều địa phương như Thái Hành Sơn, Hà Đông, Sở Kinh, thẳng đến Trường An. Trong suốt hành trình này, Mạnh Kiều Phương nhiều lần suất quân đánh bại quân Đại Thuận, đến tháng 9 thì tiến đánh Trường An. Tháng 3 năm sau, Lý Tự Thành rút khỏi Thiểm Tây. Khi quân Thanh chính thức tiếp quản triều đình Bắc Kinh, Mạnh Kiều Phương được phong làm Hình bộ Tả Thị lang. Đến lúc này, ông nhờ quân công được phong Binh bộ Hữu Thị lang kiêm Hữu phó Đô ngự sử và Tổng đốc Thiểm Tây.
Đương thời, Trương Hiến Trung chiếm cứ Tứ Xuyên, đạo tặc ở Quan Trung cũng nổi dậy khắp nơi. Thuận Trị Đế phong Hà Lạc Hội làm Định Tây Đại tướng quân, trấn thủ Tây An, Hà Đạo Nam, thảo phạt Định Tây, bình định thổ khấu. Năm 1646, Túc Thân vương Hào Cách được lệnh suất quân tiến đánh Tứ Xuyên, Hà Lạc Hội đưa quân từ Định Tây tiến vào Tứ Xuyên, Mạnh Kiều Phương cũng đưa quân trực thuộc hiệp trợ. Lúc bấy giờ, ở Tây An có một người đứng đầu Bạch Liên giáo là Hồ Thủ Long (胡守龙) đã lợi dụng tà đạo mê hoặc dân chúng, âm mưu gây rối. Mạnh Kiều Phương đã phái Trần Đức bắt giết Hồ Thủ Long, trả tự do cho những nạn nhân bị Hồ Thủ Long cưỡng chế nghe theo. Ông cũng dâng tấu lên triều đình, đề nghị bãi bỏ các tập tục xấu từ thời nhà Minh còn tồn tại ở khu vực Thiểm Tây, không cho phép quan viên phô trương lãng phí, nhằm ổn định lòng dân ở khu vực này. Kiến nghị này của ông đã được triều đình nhà Thanh tiếp thu. Không lâu sau đó, Hạ Trân (贺珍) cùng Tôn thủ Pháp (孙守法), Hồ Hướng Hóa lại dùng 7 vạn quân xâm phạm Tây An. Hà Lạc Hội chủ trương thủ thành, Mạnh Kiều Phương liền phái Trần Đức trấn thủ cổng phía Tây, Phó tướng Nhậm Trân thủ cổng phía Bắc. Lúc này, Lý Quốc Hàn dẫn quân đánh tới, Hạ Trân thất bại bỏ chạy. Tháng 10, Mạnh Kiều Phương được lệnh hỗ trợ Túc vương Hào Cách đánh dẹp phản quân, thành công giành được Long An (nay thuộc Bình Vũ, Tứ Xuyên).
Từ giữa năm 1645, Ninh Hạ đã phát sinh binh biến. Thủ lĩnh phản quân Vũ Đại Định khởi binh tại Cố Nguyên, giết Cố Nguyên trấn Tổng quan Hà Thế Nguyên (何世元), Mã Đức giết hại Tuần phủ Ninh Hạ là Tiêu An Dân (焦安民). Năm 1647, sau khi bình định Tứ Xuyên và Thiểm Tây, Mạnh Kiều Phương dẫn đại quân đến Cố Nguyên, hợp mưu cùng Tổng binh Lưu Phương Danh, chém đầu một số thủ lĩnh phản quân như Vương Nguyên, Mã Đức. Vũ Đại Định, Hạ Trân, Tôn Thủ Pháp phải chạy đến vùng Hán Trung, Hưng An (nay thuộc An Khang, Thiểm Tây). Lúc này, Tổng binh Lưu Phương Danh tiến đánh Ninh Hạ, Phó tướng Trần Đức giành được Trấn Nguyên, một vùng phía tây bắc Cố Nguyên đều được bình định. Mạnh Kiều Phương tiếp tục phái các tướng lĩnh tiến đánh Hưng An, thảo phạt Hạ Trân. Quân dưới trướng Mạnh Kiều Phương liên tiếp chiến thắng phản quân ở nhiều nơi, cuối cùng bình định Hưng An. Mạnh Kiều Phương lại phái các tướng lĩnh Trương Dũng, Lưu Hữu Nguyên tiến đánh Thiết Giác thành, bắt sống Hạ Hoành Khí, Lý Minh Nghĩa, lại lệnh cho Trần Đức chiêu hàng Chiết Tự Minh của Thanh Thủy trại, Cao Nhất Tường của Lộc Lô trại, chém đầu Trương Quý Nhân của Thiên Phong trại, dọn sạch đạo tặc ở Quan Trung.

### Bình định khởi nghĩa của người Hồi
Năm Thuận Trị thứ 5 (1648), một bộ phận người Hồi ở Hà Tây do Mễ Lạt Ấn (米喇印) và Đinh Quốc Đống (丁国栋) đứng đầu đã nổi dậy khởi nghĩa, tôn Duyên Trường vương Chu Thức Quynh (朱识駉) của triều Minh làm thủ lĩnh. Đinh Quốc Đống giết hại Tuần phủ Trương Văn Hành cùng nhiều quan văn võ địa phương khác, khởi binh tiến đánh Lương Châu, Lan Châu, Lâm Thao, Củng Xương cùng nhiều khu vực ở Cam Túc. Mạnh Kiều Phương suất quân trấn giữ Tần Châu (nay là Thiên Thủy, Cam Túc), lại phái Triệu Quang Thụy, Mã Trữ dẫn quân cứu viện Củng Xương (nay là Lũng Tây, Cam Túc). Mã Trữ đánh bại phản quân ở sườn núi Quảng Vũ, truy đuổi hơn 70 dặm, thành công giải vây cho Củng Xương. Sau đó, Mạnh Kiều Phương tiếp tục phái quân bình loạn nhiều nơi, thành công thu phục Lâm Thao, Lan Châu, đồng thời bắt giữ và chém đầu Duyên Trường vương Chu Thức Quynh. Quân Thanh tiếp tục tấn công và thành công thu phục nhiều nơi, Mễ Lạt Ấn bị giết tại Thủy Tuyền vào năm 1649.
Sau khi Mễ Lạt Ấn bị giết, Đinh Quốc Đống tự phong làm Tổng binh quan, dẫn quân tấn công Bồ Châu. Mạnh Kiều Phương phái Trương Dũng, Mã Trữ vây khốn Túc Châu, bản thân ông lại dẫn quân giải cứu Bồ Châu (nay là Vĩnh Tế, Sơn Tây). Đến tháng 8 năm 1649, Mạnh Kiều Phương thành công thu phục Bồ Châu. Các tướng lĩnh dưới quyền ông đã chém đầu nhiều thủ lĩnh phản quân, chiếm lại được nhiều châu thành. Đến tháng 11, Trương Dũng đánh hạ Túc Châu, giết Đinh Quốc Đống. Khởi nghĩa của người Hồi tại Hà Tây đến đây chính thức được dẹp yên.

### Những năm cuối đời
Năm Thuận Trị thứ 7 (1650), Mạnh Kiều Phương dựa vào công lao mà được phong làm Binh bộ Thượng thư, tiến phong Nhất đẳng A Đạt Cáp Cáp Phiên. Về sau, ông liên tiếp tiêu diệt các nhóm giặt cướp trên các vùng núi tại Hưng An, Bắc Sơn, Lạc Nam, Tử Dương, lại thượng tấu lên triều đình xin miễn trừ thuế khóa lao dịch tại Thiểm Tây, đồng thời tiến hành đồn điền tại các khu vực Duyên Khánh, Bình Cố nhằm bổ sung quân lương. Thuận Trị Đế liền phong ông làm Tam đẳng A Tư Cáp Ni Cáp Phiên, tức Nam tước, lại ban hàm Thái tử Thái bảo.
Năm 1653, chức vụ Tổng đốc Thiểm Tây của Mạnh Kiều Phương có sự thay đổi, ông trở thành Tổng đốc Thiểm Xuyên, kiêm quản lý cả Tứ Xuyên. Ông tấu lên triều đình rằng, thuế má tại Thiểm Tây rất khó để chèo chống quân lương, đề nghị giải trừ quân bị 12 ngàn người, xóa bỏ chức danh Hán Khương Tổng binh quan. Đồng thời, ông cũng tiến cử Mã Ninh trú thủ Bảo Ninh (nay là Lãng Trung, Tứ Xuyên), Ngô Tam Quế trú thủ Hán Trung, nhằm bảo vệ Tứ Xuyên. Tháng 9 cùng năm, ông xuất quân đuổi đánh Nghi Xuyên vương của triều Minh đến Tử Dương thì bình định thành công. Tháng 10, Mạnh Kiều Phương lệnh cho Địch Ứng Khôi xuất quân bình ổn cuộc khởi nghĩa của người dân tộc Hồi tại Tây Ninh, bắt sống được thủ lĩnh phản quân là Kỳ Ngao và Nha Cố Tử.
Trước đây, Mạnh Kiều Phương đã nhiều lần dâng tấu lên triều đình xin nghỉ hưu, nhưng triều đình đều từ chối. Sau khi bình định được cuộc khởi nghĩa của người Hồi, ông lại một lần nữa xin từ chữ vì lý do mắc bệnh. Triều đình liên thuận theo đó phong ông làm Thiếu bảo, triệu về kinh sư. Tuy nhiên, chiếu phong chưa kịp đến thì Mạnh Kiều Phương đã qua đời vào cuối năm Thuận Trị thứ 11, tức tháng 1 năm 1654. Triều đình nhà Thanh liền phái Nội đại thần đến tế điện, truy phong cho ông thụy hiệu Trung Nghị, gia tặng hàm Thái bảo, ban thưởng ngàn lượng bạch kim và một tòa dinh thự (忠毅). Quân đội do Mạnh Kiều Phương chỉ huy trong suốt cuộc chiến tiêu diệt các thế lực phản Thanh lên đến 17 vạn người. Rất nhiều người trong số đó đã trở thành những danh tướng trong thời kỳ nhà Thanh dẹp Loạn Tam phiên và bình định Chuẩn Cát Nhĩ. Đến năm 1730, Ung Chính cho xây dựng Hiền lương từ, bài vị của Mạnh Kiều Phương cũng được cung phụng vào đây.

## Gia đình
- Cha: Mạnh Quốc Dụng (孟國用) từng làm quan dưới thời nhà Minh, làm đến Ninh Hạ Tổng binh quan.
- Em trai: Mạnh Kiều Vinh, Mạnh Kiều Mĩ
- Con trai: Mạnh Hùng Thần, làm đến Đinh Châu Tri phủ
- Con nuôi:
  - Mạnh Hùng Phi, con trai Mạnh Kiều Vinh, làm đến Chiết Giang đạo Giám sát Ngự sử.
  - Mạnh Hùng Bật, con trai một người anh trong tộc là Mạnh Ứng Hiền, tập phong Tam đẳng A Tư Cáp Ni Cáp Phiên.